# Nyctemera illustris
Nyctemera illustris är en fjärilsart som beskrevs av Swinhoe 1903. Nyctemera illustris ingår i släktet Nyctemera och familjen björnspinnare. Inga underarter finns listade i Catalogue of Life.